# Erytriet
Het mineraal erytriet, ook: erytrien, of kobaltbloem is een kobaltarsenaat met de molecuulformule Co3(AsO4)2·8(H2O).Het heeft acht hydroxylgroepen en is gehydrateerd. De naam is van het Oudgriekse woord ἐρυθρός, eruthros, afgeleid, dat rood betekent.
Het is doorzichtig tot subdoorschijnend, het is lichtroze of paarsrood, heeft een parelglans en een rozerode streepkleur. Het heeft een monoklien kristalstelsel en de splijting van het mineraal is perfect volgens het kristalvlak [010]. De dubbele breking van erytriet is 0,0720 tot 0,0730, de brekingsindex ligt tussen 1,626 en 1,701 en het mineraal is vaalroze tot rood pleochroïsch. Het heeft een massadichtheid van 3,12 kg/dm3, de hardheid is 1,5 tot 2 en het mineraal is niet radioactief.
Erytriet is een zeldzaam secundair mineraal dat voorkomt in kobalthoudende afzettingen. Het wordt op de Schneeberg in het Ertsgebergte gevonden, in Duitsland, maar ook in Bou Azzer in Marokko.

## Websites
- Erythrite Mineral Data